# 세가 AM2
세가 제2AM연구개발부(약칭 세가 AM2)는 일본의 다국적 비디오 게임 개발사 세가 내에 위치한 비디오 게임 개발 부서이다. 행온과 아웃런을 포함한 세가용 아케이드 게임을 개발했었던 스즈키 유가 이 부서의 첫 팀장을 맡았다.
AM2가 개발한 첫 게임은 1992년 《버추어 레이싱》으로, 이후 《버추어 파이터》와 《데이토나 USA》같은 흥행작을 배출했다. 1990년대동안 주로 격투 게임이나 경주 게임같은 아케이드 전용 게임들을 개발하는 데 치중했다.
2003년 스즈키가 승진하면서 AM2를 떠난 후 카타오카 히로시가 AM2의 새 대표가 됐다. 이듬해 사미가 세가를 인수하면서 AM2는 다시 세가에 합병돼 부서가 됐다. 이후 AM2는 《보더 브레이크》, 《하츠네 미쿠: 프로젝트 디바》 시리즈 등의 아케이드 게임과 각종 스마트폰 게임들을 개발했다.

## 게임
- 행온 (비디오 게임)
- 스페이스 해리어
- 아웃런
- 애프터 버너 (시리즈)
- 터보 아웃런
- 소드 오브 버밀리언
- 렌트 어 히어로
- 버추어 레이싱
- 데이토나 USA
- 버추어캅
- 버추어 파이터
- 버추어 파이터 (비디오 게임)
- 버추어 파이터 2
- 스커드 레이스
- 소닉 더 파이터즈
- 데이토나 USA 2
- 소닉 젬즈 컬렉션
- 버추어 파이터 5
- 보더 브레이크

## 같이 보기
- 세가의 개발 부서

## 참조

### 내용주
1. ↑  일본어: セガ第二AM研究開発部, 영어: Sega AM Research & Development No. 2